# Today You Die
Today You Die (Al español: hoy te mueres) Es una película de acción estadounidense de 2005, dirigida por Don E. Fauntleroy y protagonizada por Steven Seagal. La película se estrenó directo en DVD en los Estados Unidos el 13 de septiembre de 2005.

## Sinopsis
Harlan Banks, un ladrón que quiere dejar el mundo del crimen, es contratado para conducir un camión hasta las Vegas. Durante el trabajo, su supervisor, Bruno, decide robar el furgón, implicándole casualmente como cómplice y matando al resto de compañeros. Tras ser perseguidos por la policía y sufrir un aparatoso accidente, Harlan es detenido sufriendo de amnesia. Harlan entonces deberá recomponer su pasado, encontrar el camión y buscar venganza.

## Reparto
- Steven Seagal Como Harlan Banks.
- Treach Como Ice Kool.
- Sarah Buxton Como Agente Rachel Knowles.
- Mari Morrow Como Jada.
- Nick Mancuso Como Agente Saunders.
- Robert Miano Como Bruno.
- Kevin Tighe Como Max.
- Jamie McShane Como Vincent.
- Lawrence Turner Como Garret.
- Brett Rice Como Taggert.
- Lance J. Mancuso Como Guardia del casino.
- Chloë Grace Moretz Como Chica del Hospital St. Thomas
- Elayn J. Taylor Como Tarotista vieja.
- Hawthorne James Como Derrick.
- David Fryberger Como El policía.

## Producción
Filmada en Sofía y Las Vegas, en 56 días el 4 de octubre y 29 de noviembre de 2004.

## Problemas Legales
Los productores de Today You Die presentaron demandas contra Steven Seagal debido a las experiencias durante el rodaje. Los productores de Nu Image y Kill Master Productions alegaron que Seagal, durante el rodaje de esta y Mercenary for Justice, llegó al set tarde, y se fue temprano, y los scripts que reescribió sin su permiso, entre otras cosas. Sin embargo, Seagal respondió con otra demanda contra los productores, alegando fraude e incumplimiento de contrato. En enero de 2006, ha aparecido las cuestiones jurídicas aún no se han resuelto.